# 迪森特嶺
73°25′S 166°37′E / 73.417°S 166.617°E
迪森特嶺（英語：Dessent Ridge）是南極洲的山嶺，位於維多利亞地的博克格雷溫克海岸，處於默奇森山以東9公里，屬於登山家山脈的一部分，全長19公里，美國地質調查局根據測量和該國海軍的空中照片繪入地圖，以氣象學家命名。